# Винкельман, Герман
Герман Винкельман (нем. Hermann Winkelmann; 8 марта 1849, Брауншвейг — 18 января 1912, Мауэр, Вена, Австро-Венгрия) — германский оперный певец (тенор), более всего известный исполнением главной роли в опере Рихарда Вагнера «Парсифаль» в 1882 году.
Родился в семье производителя и торговца фортепиано и первоначально готовился продолжить дело отца, для чего отправился в Париж обучаться созданию фортепиано, но тогда же решил стать оперным певцом; учился сначала в Париже, затем у Коха в Ганновере.
Дебютировал на сцене в Зондерсхаузене в 1875 году, а затем выступал в Дармштадте и Гамбурге, с 1878 года работал в Гамбургской опере. Он получил известность как вагнеровский певец в 1882 году, когда исполнил главную партию в «Парсифале» на сцене Байрейта с таким успехом, что был через год приглашён в Императорскую оперу Вены. Там он пел главные партии в операх Вагнера вместе с Амали Фридрих-Матерна и Эмилем Скариа. Трио совершило турне по США в 1884 году. Ушёл со сцены в 1907 году.